# إدارة الجمعيات
يوجد أكثر من 25000 جمعية أهلية و65000 جمعية محلية أو إقليمية أو دولية في الولايات المتحدة. ويعمل في هذه المنظمات أكثر من 500000 مهني. وجميعهم يعمل بمهنة إدارة الجمعيات.
وإدارة الجمعيات مجال متميز من مجالات الإدارة بسبب المناخ الفريد الذي يخيم على الجمعيات. وتنفرد الجمعيات بأن “أصحابها” هم أعضاء يدفعون اشتراكات. ويتولى الأعضاء أيضًا إدارة جمعيتهم عن طريق مجلس منتخب أو هيئة إدارية غير المنتخبة، بجانب لجان الجمعية وفرق العمل بها ومجالسها ووحداتها الأخرى. ودائمًا ما يتولى المجلس المختار اختيار واستبقاء وتقييم الرئيس التنفيذي أو المدير التنفيذي المسؤول عن الإدارة اليومية للجمعية والموظفين العاملين بأجر.
ويوكل للمديرين في هذا الجو التطوعي كثير من المهام التي توجد في أطر تنظيمية أخرى. ومن بين هذه المهام إدارة الموارد البشرية والإدارة المالية وإدارة الاجتماعات وإدارة تقنية المعلومات وإدارة المشاريع. وهناك مهام إدارية أخرى ينفرد بها مديرو الجمعيات. ومن ذلك: الحصول على العضوية والاحتفاظ بها، والمحاسبة والإدارة المالية المعفاة من الضرائب، وتنمية الإيرادات وجمع التبرعات المعفاة من الرسوم. ولابد أيضًا أن يكون مديرو الجمعيات على اطلاع بالقوانين واللوائح التي تختص بالجمعيات دون غيرها. قد يسعى العاملون في هذا المجال للحصول على لقب مدير جمعية معتمد، وذلك لتعلم المعارف اللازمة لإدارة الجمعيات بكفاءة. ويمكن الحصول على هذا المؤهل من الجمعية الأمريكية لمديري الجمعيات (ASAE).
ليس هذا مقصورًا على الولايات المتحدة وحدها، فهناك العديد من الجمعيات الوطنية لمديري الجمعيات في عدة بلدان أخرى. انظر الروابط المذكورة أدناه لمعرفة الجمعيات التي توجد في بعض الدول التابعة للكومنولث البريطاني. ويوجد أيضًا في أوروبا ما يسمى بالجمعية الأوروبية لمديري الجمعيات.

## وصلات خارجية
- American Society of Association Executives (ASAE)
- UK Institute of Association Management
- Australian Society of Association Executives
- Canadian Society of Association Executives
- European Society of Association Executives